# Guiyang
Pour les articles homonymes, voir Guiyang (homonymie).
Guiyang (chinois : 贵阳市 ; pinyin : Guìyáng shì) est la capitale de la province du Guizhou en Chine.
On y parle le dialecte de Guiyang du mandarin du sud-ouest.

## Histoire

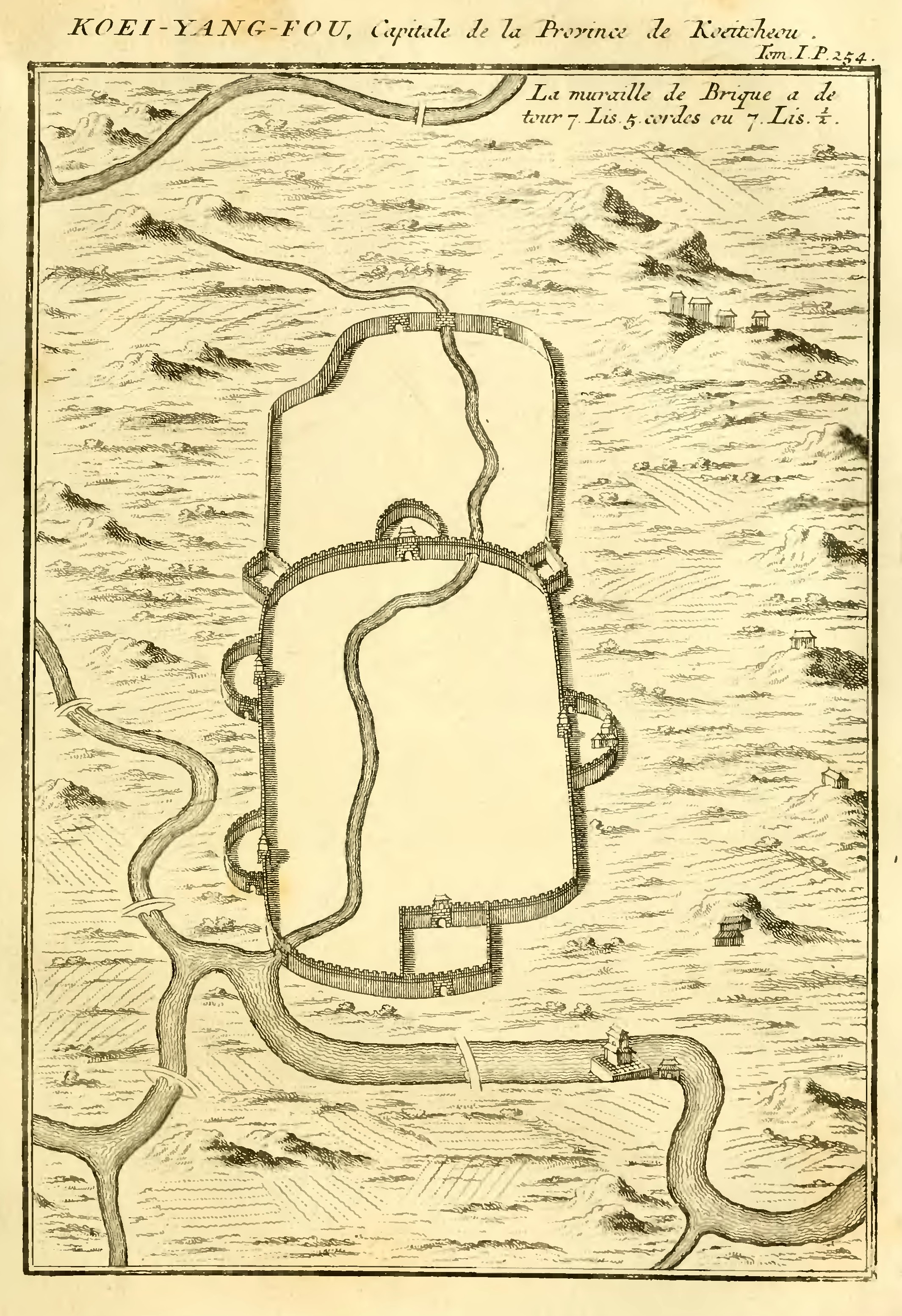
Carte de Guiyang en 1736.

Pendant la période des Printemps et Automnes, Guiyang était à la frontière Sud-Ouest de Jingzhou, et appartenait au royaume Chu de Jingzhou (荆楚) ou aux barbares du Sud (南蛮), sous l'administration du pays Zangke (牂牁国 / 牂牁國, Zāngkē guó).
Sous la dynastie Han, Guiyang est intégré dans le comté de Zangke (牂牁郡, Zāngkē jùn).

## Géographie
Guiyang est située à 332 km au sud de Chongqing et à 369 km au nord-ouest de Liuzhou. La ville est traversée du sud-ouest au nord-est par les méandres de la rivière Namming (南明).

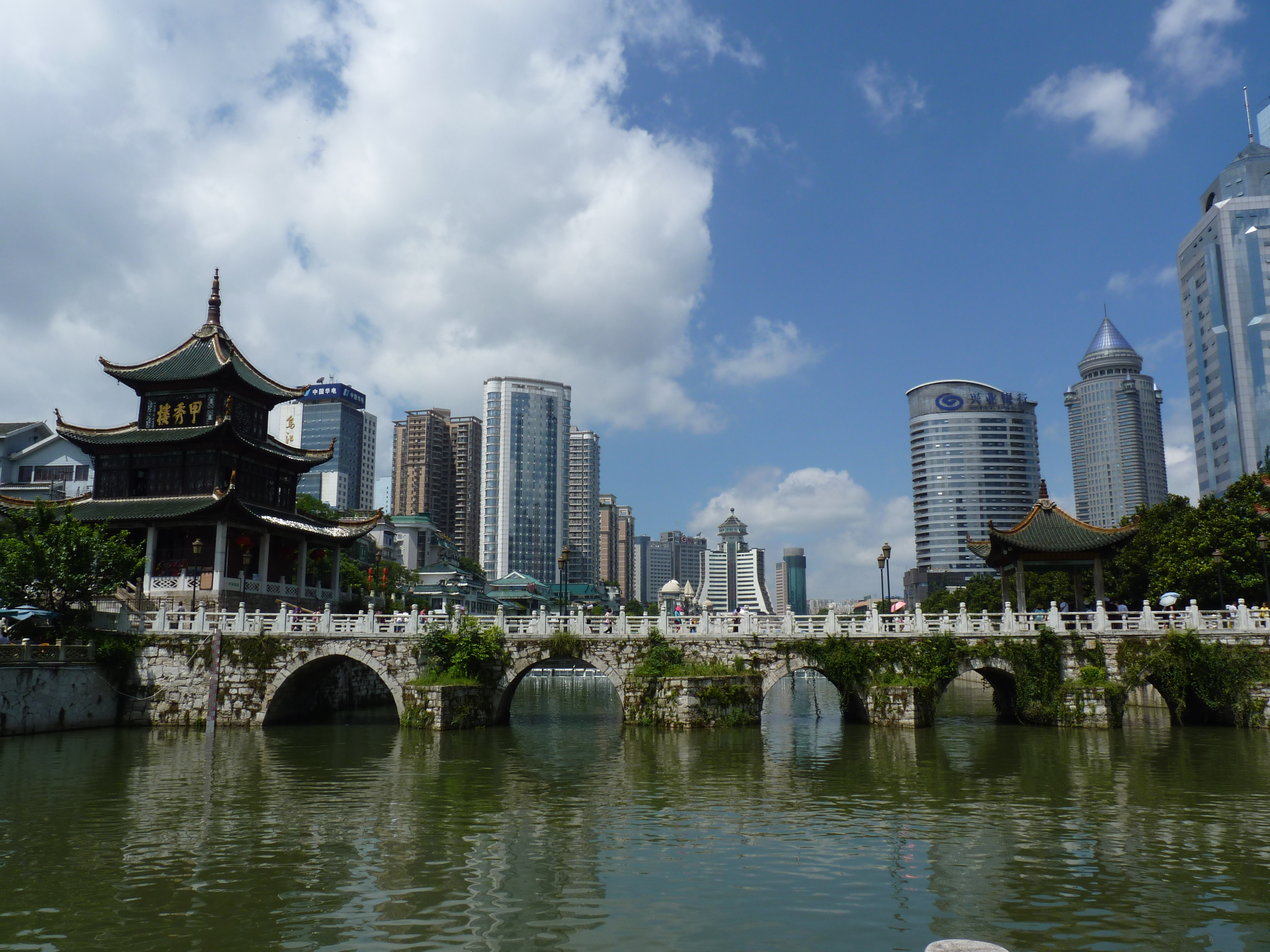
Vue de Guiyang depuis les berges de la rivière Nanming. À gauche, le pavillon Jiaxiu.

## Transport

### Transport aérien
L'Aéroport international de Guiyang Longdongbao (贵阳龙洞堡国际机场, OCAI : ZUGY ; ATAI : KWE)

### Transport ferroviaire
La ville a deux gares principales, la Gare de Guiyang-Nord et la Gare de Guiyang-Est.
La voie de chemin de fer Guizhou–Guangxi (construit en 1959, modifiée en 2009), la voie Sichuan-Guizhou (complétée en 1965), la voie Guiyang-Kunming (complétée en 1970), la voie Hunan-Guizhou (complétée en 1975) passent toutes par la station ferroviaire de Guiyang. Cette importante station ferroviaire du Sud-Ouest de la Chine a été refaite en 2008.
Il y a quatre lignes à grande vitesse (LGV / 动车) depuis et vers Chengdu, Chongqing, Guangzhou, Kunming et Changsha. La mise en service devrait débuter dans les prochaines années. Les lignes à grande vitesse vont également fournir un service de transport de marchandises rapide dans deux stations dédiées et un service de passagers depuis une station dédiée aux lignes à grande vitesse, appelée « Gare ferroviaire Guiyang Nord », dans le nouveau district Jingyang de la ville.

## Environnement
Guiyang est une ville de forêt polluée par le mercure.

## Économie
En 2004, le PIB total a été de 60,3 milliards de yuans, et le PIB par habitant de 17 025 yuans.

## Subdivisions administratives
La ville-préfecture de Guiyang exerce sa juridiction sur dix subdivisions - six districts, une ville-district et trois xian :
- le district de Wudang - 乌当区 Wūdāng qū ;
- le district de Nanming - 南明区 Nánmíng qū ;
- le district de Yunyan - 云岩区 Yúnyán qū ;
- le district de Huaxi - 花溪区 Huāxī qū ;
- le district de Baiyun - 白云区 Báiyún qū ;
- le district de Xiaohe - 小河区 Xiǎohé qū ;
- la ville de Qingzhen - 清镇市 Qīngzhèn shì ;
- le xian de Kaiyang - 开阳县 Kāiyáng xiàn ;
- le xian de Xiuwen - 修文县 Xiūwén xiàn ;
- le xian de Xifeng - 息烽县 Xīfēng xiàn.